# Khu di tích Căn cứ Trung ương Cục miền Nam
Căn cứ Trung ương Cục miền Nam là một khu di tích lịch sử quốc gia đặc biệt  tọa lạc tại khu vực rừng Chàng Riệc, Rùm Đuôn, xã Tân Lập, tỉnh Tây Ninh, Việt Nam.

## Tên gọi
Khu di tích lịch sử còn được biết đến với nhiều tên gọi khác như: R (chữ "R" là viết tắt từ tiếng Pháp "Région" có nghĩa là "xứ" hoặc "miền"), A9, M40, K89, Ba Đình (mật danh của Trung ương Cục miền Nam); Căn cứ Chàng Riệc (theo tên khu rừng đặt căn cứ); Căn cứ Phạm Hùng (do Phạm Hùng từng giữ chức Bí thư Trung ương Cục miền Nam trong thời gian dài) và Căn cứ địa Bắc Tây Ninh.

## Lịch sử

### Trước năm 1975
Căn cứ Trung ương Cục miền Nam được thành lập vào tháng 3 năm 1951, với vai trò là cơ quan cao nhất, chỉ đạo và lãnh đạo trực tiếp cách mạng miền Nam, là một bộ phận của Ban Chấp hành Trung ương Đảng Cộng sản Việt Nam được ủy thác chỉ đạo công tác của Trung ương Đảng Lao động Việt Nam trong Chiến tranh Việt Nam.
Khi thành lập, Trung ương Cục miền Nam nằm tại vùng U Minh Thượng, tỉnh Cà Mau (nay thuộc huyện Vĩnh Thuận, tỉnh Kiên Giang). Đến tháng 10 năm 1954, Trung ương Đảng Lao động Việt Nam (nay là Đảng Cộng sản Việt Nam) quyết định giải thể Trung ương Cục miền Nam để thành lập Xứ ủy Nam Bộ. Tuy nhiên, sau đó đã được tái thành lập vào ngày 23 tháng 11 năm 1961, tại Chiến khu Đ, Suối Nhum, Mã Đà thuộc huyện Vĩnh Cửu, tỉnh Đồng Nai. Cơ quan Trung ương Cục miền Nam đã phải di chuyển vị trí trú đóng trên 30 lần và lần cuối cùng là tại Khu B – Bắc Tây Ninh. Lúc bấy giờ, lực lượng Việt Nam Cộng hòa đã gọi khu căn cứ là "Thủ đô Việt Cộng".

### Sau năm 1975
Ngày 31 tháng 8 năm 1990, Bộ Văn hóa – Thông tin (nay là Bộ Văn hóa, Thể thao và Du lịch) đã công nhận di tích lịch sử văn hóa Căn cứ Trung ương Cục miền Nam là di tích quốc gia. Năm 1992, khu căn cứ đã được khởi công phục chế trùng tu. Đến ngày 30 tháng 4 năm 1994, công trình cơ bản của khu Căn cứ được hoàn thành giai đoạn một với tổng kinh phí là khoảng 2,75 tỷ đồng.
Vào khoảng tháng 10 năm 2003, 4 khu căn cứ đầu não của Căn cứ là: Mặt trận Dân tộc Giải phóng, Chính phủ Cách mạng lâm thời; Quân ủy miền Nam và Trung ương Cục miền Nam đã được trùng tu giai đoạn hai với tổng kinh phí là 10 tỷ đồng và hoàn thành vào ngày 29 tháng 1 năm 2005.
Theo Quyết định số 548/QĐ-TTg ngày 10 tháng 5 năm 2012 của Thủ tướng Chính phủ do Phó Thủ tướng Nguyễn Thiện Nhân đã thay mặt ký và công nhận Căn cứ Trung ương Cục miền Nam là Di tích lịch sử – văn hóa Quốc gia đặc biệt. Đến nay, báo chí Việt Nam vẫn gọi vùng đất này là "Thủ đô của cách mạng miền Nam".
Năm 2013, Hội đồng nhân dân tỉnh Tây Ninh đã đề ra Nghị quyết về Quy hoạch tổng thể phát triển du lịch Tây Ninh đến năm 2020, định hướng đến năm 2030 trong đó có khu di tích quốc gia đặc biệt Trung ương Cục miền Nam.

## Khu di tích
Di tích lịch sử Căn cứ Trung ương Cục miền Nam hiện nay nằm tại khu vực rừng Rùm Đuôn, xã Tân Lập, huyện Tân Biên, tỉnh Tây Ninh (phía Bắc của tỉnh) với tổng diện tích khoảng 70 ha. Khu căn cứ cách trung tâm thành phố Tây Ninh khoảng 60 km và cửa khẩu Xa Mát 2 km. Khu di tích hiện nay được đầu tư và phục dựng lại nguyên bản gồm 3 phân khu chức năng: Khu di tích, khu tưởng niệm và khu bảo tồn cảnh quan thiên nhiên – du lịch.
Nhà trưng bày của khu di tích được trưng bày 500–1.000 bức ảnh, hiện vật mô phỏng lại đời sống, sinh hoạt của các nhà hoạt động cách mạng xưa như: Mô hình căn nhà lá của Đại tướng Nguyễn Chí Thanh; Bàn làm việc của Tổng Bí thư Lê Duẩn; Xe đạp của Thủ tướng Võ Văn Kiệt và một súng tự sáng chế mang tên "ngựa trời" cùng sa bàn về toàn bộ khu căn cứ... Tổng cộng có khoảng 1.253 m giao thông hào, 430 m đường nội bộ kết nối các công trình trong khu căn cứ lại với nhau.
Trong khu rừng cạnh Nhà trưng bày là những đường mòn, hào dẫn đến nhà hội họp, nhà ở của cán bộ, chiến sĩ của lực lượng Mặt trận Dân tộc Giải phóng miền Nam Việt Nam như Nguyễn Văn Linh, Nguyễn Chí Thanh, Phạm Hùng, Võ Văn Kiệt, Phạm Thái Bường, Phan Văn Đáng, Phạm Văn Xô, Trần Nam Trung,... Những ngôi nhà tại đây không có kèo, không có đòn tay và được dựng bằng tre, gỗ cùng mái là lá trung quân. Những vật dụng tại các căn nhà ở đây được cho là vẫn giữ nguyên lại vị trí cũ. Ngoài ra, tại khu Căn cứ cũng có sự xuất hiện của bếp Hoàng Cầm, loại bếp rất phổ biến trong chiến dịch Điện Biên Phủ.

### Tư liệu
- Công văn số 548/QĐ-TTg về việc xếp hạng di tích quốc gia đặc biệt.